# Euodynerus hottentotus
Euodynerus hottentotus är en stekelart som först beskrevs av Henri Saussure 1855.  Euodynerus hottentotus ingår i släktet kamgetingar, och familjen Eumenidae. Inga underarter finns listade i Catalogue of Life.